# Plougourvest
Plougourvest település Franciaországban, Finistère megyében. Lakosainak száma 1486 fő (2022. január 1.). Plougourvest Bodilis, Landivisiau, Plougar, Plouvorn és Plouzévédé községekkel határos.

## Népesség
A település népességének változása:
| Lakosok száma | 1007 | 1060 | 1124 | 1219 | 1392 | 1397 | 1404 | 1430 | 1449 | 1486 |
|               | 1968 | 1982 | 1990 | 2006 | 2013 | 2015 | 2017 | 2019 | 2020 | 2022 |